# Språkplanering
Den här artikeln behandlar området språkplanering och -politik. Se planspråk för planmässiga artificiella språk.
Språkplanering syftar till de avsiktliga handlingarna att påverka andras användande av språk. Detta gäller bland annat struktur, grammatik och förvärv av språk. Vanligtvis inkluderar detta utveckling av mål, objektiv och strategier för att förändra på vilket sätt språket används. På statlig nivå brukar detta uttryckas som språkpolitik. Många länder har språkreglerande institutioner som har ett särskilt uppdrag att formulera och implementera språkplanering och -politik. 